# Дес Браун
Десмонд Генрі Браун (англ. Desmond Henry Browne; нар. 22 березня 1952, Кілвіннінг, Шотландія) — британський політик-лейборист.

## Біографія
У своєму рідному містечку він закінчив католицьку академію Святого Михайла, а потім — Університет Глазго, де вивчав право. Після цього Браун став адвокатом, спеціалізуючись, в основному, на правах дітей.
Політичну кар'єру Браун почав у 1992 році і через п'ять років був обраний членом Палати громад від виборчого округу Арджилл енд Б'ют, увійшовши до парламентської фракції Лейбористської партії.
У 2001 році він увійшов до складу уряду Тоні Блера, зайнявши пост заступника міністра у справах Північної Ірландії. Потім він займав високі посади у міністерствах праці та внутрішніх справ. У 2005 році Дес Браун став главою секретаріату міністра фінансів, яке очолював Ґордон Браун, а у травні 2006 став главою оборонного відомства.
Державний секретар у справах Шотландії в уряді Гордона Брауна (28 червня 2007 — 3 жовтня 2008).